# Kwanjit Sriprachan
Kwanjit Sriprachan (thaï : ขวัญจิต ศรีประจันต์) est une artiste nationale de Thaïlande, l'une des quatre figures emblématiques du luk thung avec Chaichana Boonachote, Chai Muengsingh et Waiphot Phetsuphan et une experte en musique traditionnelle thaïlandaise,

## Biographie
Kwanjit Sriprachan  est à la tête d'un ensemble,
Elle héberge le festival Preservation Camp à Suphanburi, qui a pour but de sensibiliser le public aux chansons traditionnelles et transmettre la connaissance du pleng choi, pleng e-saew, laamtad, pleng songkreung, pleng rua (qu'on peut traduire par "chanson de bateau" : il s'agit d'une forme de chant traditionnel interprété par des chanteurs et des chanteuses qui se déplacent le long d'une rivière sur des bateaux séparés), du lae (une  musique souvent utilisée pour les cérémonies religieuses, comme l'entrée dans le monastère, caractérisée par des chants spirituels et parfois sérieux sur une bande-son musicale de base) et d'autres formes de chansons populaires thaïlandaises aux enseignants et aux étudiants locaux, afin qu'ils puissent faire de même à l'avenir.
Kwanjit Sriprachan pense que les chansons traditionnelles thaïlandaises perdent leur public, en particulier parmi la jeune génération urbaine. Selon elle, le facteur "cool" a disparu et les chansons folkloriques doivent désormais rivaliser avec d'autres formes de culture pop importées. Elle estime également que les paroles crues et à double sens - une tradition des chansons traditionnelles de cour - peuvent ne pas correspondre à la sensibilité moderne. C'est pourquoi elle essaie de les atténuer, dans une certaine mesure, pour qu'elles conviennent à un public plus jeune et moins averti.

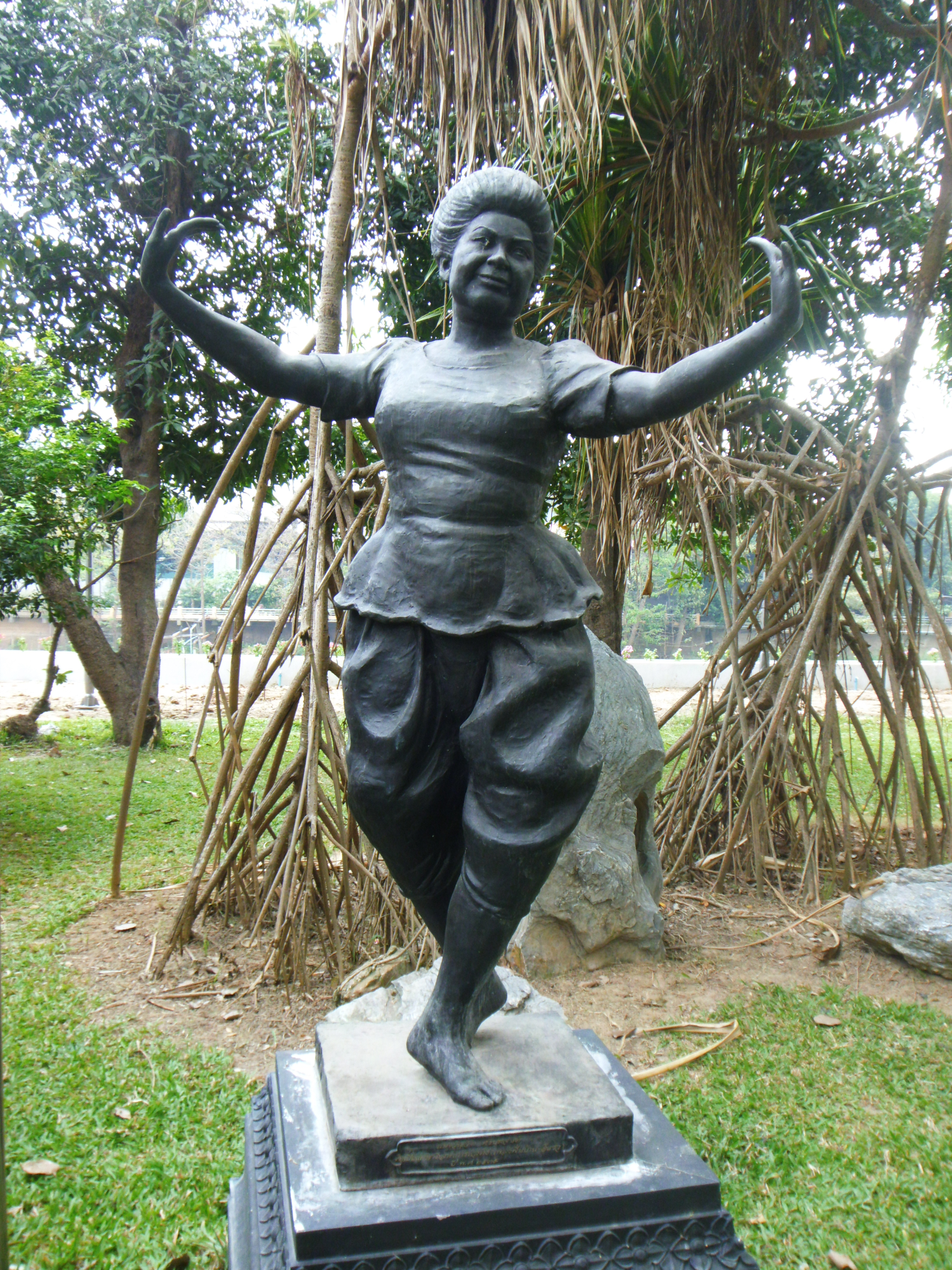
Statue de Kwanjit Sriprachan à